# Rachias caudatus
Espèce
Synonymes
- Parapselligmus caudatus Piza, 1939

Rachias caudatus est une espèce d'araignées mygalomorphes de la famille des Pycnothelidae.

## Distribution
Cette espèce est endémique de l'État de São Paulo au Brésil,. Elle se rencontre vers Piracicaba.

## Description
Le mâle holotype mesure 9,5 mm.

## Systématique et taxinomie
Cette espèce a été décrite sous le protonyme Parapselligmus caudatus par Piza en 1939. Elle est placée dans le genre Rachias  par Raven en 1985.

## Publication originale
- Piza, 1939 : « Novas aranhas do Brasil. » Revista de Agricultura, vol. 14, no 7/8, p. 1-8.